# Atoms for Peace
Atoms for Peace — рок-супергурт, до складу якого входили автор пісень Radiohead Том Йорк (вокал, гітара, піаніно), басист Red Hot Chili Peppers Флі, продюсер Radiohead Найджел Ґодріч (клавішні, синтезатори, гітари), барабанщик Джої Воронкер з Beck і R.E.M. та перкусіоніст Мауро Рефоско.
Йорк створив Atoms for Peace у 2009 році для виконання пісень зі свого дебютного сольного альбому The Eraser (2006); у 2010 році вони вирушили в турне. 2013 року вони випустили альбом Amok, поєднання електронної музики Йорка з джемом гурту. Він отримав переважно позитивні відгуки, деякі критики порівнювали його з сольною роботою Йорка. Після Amok відбувся тур Європою, США та Японією.

## Історія

### 2006—2009: Передумови та створення
У 2006 році Том Йорк, автор пісень Radiohead, випустив свій перший сольний альбом The Eraser, що складається переважно з електронної музики. Його продюсував продюсер Radiohead Найджел Ґодріч. 2009 року Йорк виступив з сольним концертом на фестивалі Latitude і виявив, що пісні з Eraser можна виконувати на акустичних інструментах. Він звернувся до Ґодріча з ідеєю створити гурт, який би виконував The Eraser без секвенсерів, відтворюючи електронні біти латиноамериканською перкусією.
Йорк і Ґодріч заснували Atoms for Peace у 2009 році разом з басистом Флі з Red Hot Chili Peppers, барабанщиком Джої Воронкером, який грав з Beck і R.E.M., і перкусіоністом Мауро Рефоско, який грав з Девідом Бірном. Йорк розповідав: «Я граю з [Radiohead] з 16 років, і для мене це була справжня подорож… Було таке відчуття, ніби ми пробили дірку в стіні, і ми повинні просто, дідько, пройти крізь неї».

### 2009—2010: Перші виступи
Ранні виступи гурту були безіменними, вони виступали як «Thom Yorke» або «??????». У лютому 2010 року вони оголосили про американське турне під назвою Atoms for Peace. Назва взята з назви пісні з альбому The Eraser, яка відсилає до промови американського президента Дуайта Ейзенхауера 1953 року.
Разом з піснями Eraser, Atoms for Peace виконали бісайд Radiohead 2003 року «Paperbag Writer», невиданий трек Radiohead «Follow Me Around» і сингл 1998 року «Rabbit in Your Headlights», створений у співпраці Йорка з Unkle.

### 2013: Amok
Після туру Atoms for Peace провели три дні у Лос-Анджелесі, джемуючи та записуючись. Йорк і Ґодріч редагували та аранжували записи протягом двох років, поєднуючи їх з електронною музикою Йорка. Це стало дебютним альбомом гурту, Amok, що вийшов 25 лютого 2013 року на лейблі XL Recordings. Він отримав переважно позитивні відгуки, критики порівнювали його з сольними роботами Йорка.
За Amok послідував тур Європою, США та Японією, який включав виконання синглу Йорка 2009 року «FeelingPulledApartByHorses». У 2013 році Йорк написав, що визначення того, чи були нові пісні для Radiohead чи Atoms for Peace, було «сірою зоною» і залежало від того, яких музикантів він семплює.

### Подальша діяльність
У 2015 році Йорк і Флі виконали пісню «Atoms for Peace» на французькому телешоу Le Grand Journal і виконали «Default» на Конференції ООН зі зміни клімату в Парижі. У 2018 році Atoms for Peace возз'єдналися без Рефоско, щоб виконати пісню «Atoms for Peace» на шоу Тома Йорка в Лос-Анджелесі. Флі зіграв на трубі для пісні Йорка «Daily Battles» для фільму Сирота Бруклін 2019 року, а Воронкер зіграв на барабанах одну з пісень на альбомі Йорка Anima (2019). Воронкер і Рефоско створили новий гурт, Jomoro, і випустили свій дебютний альбом Blue Marble Sky 4 червня 2021 року.

## Склад
- Том Йорк — вокал, гітара, фортепіано, клавішні
- Флі — бас-гітара
- Найджел Ґодріч — клавішні, гітара, бек-вокал
- Мауро Рефоско — перкусія
- Джої Воронкер — ударні

## Дискографія

### Студійні альбоми
- 2013 — AMOK

### Сингли
- 2012 — «Tamer Animals» / «Other Side»
- 2012 — «Default»
- 2013 — «Judge, Jury and Executioner»

### Музичні відео
- 2013 — «Judge, Jury and Executioner» (реж. Тарик Баррі)
- 2013 — «Ingenue» (реж. Гарт Дженнінгс)
- 2013 — «Before Your Very Eyes…» (реж. Ендрю Томас Хуанг)